# Michael Stocklasa
Michael Stocklasa (Grabs, 2 december 1980) is een Liechtensteinse voetballer. Hij speelt voor semi-profclub USV Eschen/Mauren.
Stocklasa werd geboren in Grabs, Zwitserland – net buiten Liechtenstein – maar komt net als zijn oudere broer Martin Stocklasa uit voor het Liechtensteins voetbalelftal. Hij is sinds 2002 international.
Stocklasa begon zijn actieve carrière bij FC Vaduz. In de zomer van 2000 vertrok hij naar FC Winterthur. Hij kwam er weinig aan spelen toe en vertrok er in de winterstop naar FC Baden. Daar speelde hij anderhalf jaar alvorens hij terugkeerde bij FC Vaduz. Hij speelde vier jaar in de Liechtensteinse hoofdstad. In de zomer van 2006 vertrok hij naar de semi-profclub USV Eschen/Mauren.
| seizoen | club              | land          | competitie | wed. | goals |
| ------- | ----------------- | ------------- | ---------- | ---- | ----- |
| 1997/98 | USV Eschen/Mauren | Liechtenstein |            |      |       |
| 1998/99 | USV Eschen/Mauren | Liechtenstein |            |      |       |
| 1999/00 | FC Vaduz          | Liechtenstein |            |      |       |
| 2000/01 | FC Winterthur     | Zwitserland   |            |      |       |
| 2000/01 | FC Baden          | Zwitserland   |            | 4    | 0     |
| 2001/02 | FC Baden          | Zwitserland   |            |      |       |
| 2002/03 | FC Vaduz          | Liechtenstein |            |      |       |
| 2003/04 | FC Vaduz          | Liechtenstein |            |      |       |
| 2004/05 | FC Vaduz          | Liechtenstein |            |      |       |
| 2005/06 | FC Vaduz          | Liechtenstein |            | 11   | 1     |
| 2006/07 | USV Eschen/Mauren | Liechtenstein |            |      |       |
| 2007/08 | USV Eschen/Mauren | Liechtenstein |            |      |       |
| 2008/09 | USV Eschen/Mauren | Liechtenstein |            |      |       |
| 2009/10 | USV Eschen/Mauren | Liechtenstein |            |      |       |
| 2010/11 | USV Eschen/Mauren | Liechtenstein |            |      |       |
| 2011/12 | USV Eschen/Mauren | Liechtenstein |            |      |       |
|         | totaal:           |               |            |      |       |